# 柿並薫
柿並 薫（かきなみ かおる、1966年5月7日 - ）は、日本の元女子サッカー選手。元サッカー日本女子代表。

## 来歴
高槻女子フットボールクラブでプレーした。サッカー日本女子代表では、高槻女子FC在籍時の1981年9月6日、ポートピア'81国際女子サッカーのイングランド代表との試合でデビューした。試合は0-4で敗れた。その後、1984年10月の中国遠征でも代表に選出され、全3試合に出場した。日本代表では通算でこの4試合に出場した。

## 代表歴
- 1981年9月6日 - A代表初出場 - イングランド戦

### 試合数
- 国際Aマッチ 4試合（1981-1984）

| 日本代表 | 国際Aマッチ | 国際Aマッチ |
| 年       | 出場        | 得点        |
| -------- | ----------- | ----------- |
| 1981     | 1           | 0           |
| 1982     | 0           | 0           |
| 1983     | 0           | 0           |
| 1984     | 3           | 0           |
| 通算     | 4           | 0           |

### 出場
| # | 開催日         | 開催地 | 会場               | 相手           | 結果 | 監督     | 大会          |
| - | -------------- | ------ | ------------------ | -------------- | ---- | -------- | ------------- |
| 1 | 1981年09月06日 | 兵庫県 | 神戸市立中央球技場 | イングランド   | ●0-4 | 市原聖曠 | ポートピア'81 |
| 2 | 1984年10月17日 | 西安   |                    | イタリア       | ●0-6 | 折井孝男 | 西安招待      |
| 3 | 1984年10月22日 | 西安   |                    | オーストラリア | ●2-6 | 折井孝男 | 西安招待      |
| 4 | 1984年10月24日 | 西安   |                    | イタリア       | ●1-5 | 折井孝男 | 西安招待      |